# アルセン・カラジョルジェヴィチ
アルセン・カラジョルジェヴィチ（Арсен Карађорђевић, 1859年4月16/17日 - 1938年10月19日）は、セルビアのカラジョルジェヴィチ家の王族。セルビア王ペータル1世の弟、ユーゴスラビア王アレクサンダル1世の叔父、ユーゴスラビア摂政宮パヴレの父親である。
セルビア公アレクサンダル・カラジョルジェヴィチとその妻ペルシダ・ネナドヴィッチの間の末息子として、父の廃位の1年後に両親の亡命先で生まれた。ロシア帝国政府に軍人として仕官した。1892年5月1日にサンクトペテルブルクにおいて、第2代サン・ドナート公爵パーヴェル・デミドフの娘アヴローラ・デミドヴァと結婚し、間に1人息子パヴレをもうけた。その後、夫妻は1896年に離婚した。